# 陳新賜
陳新賜（1914年—2016年），日本姓名東岡新賜，臺灣高雄美濃客家人，醫師及詩人，長崎市原子彈爆炸受害者。

## 生平

### 早年時期
陳新賜在1914年誕生於美濃公學校（今美濃國小）附近，日本名東岡新賜，排行老三。自小功課很好，從臺南州立臺南第二中學校畢業後，因被日本學生霸凌、與盜汗症使他無法專心讀書，畢業後在家務農二年經過勞動鍛鍊身體才逐漸恢復。其時，父親陳保貴是臺灣日治時期美濃第一位官派公醫，畢業於臺灣總督府臺北醫學專門學校的長兄在屏東開業，二兄通過醫師考試亦行醫，小弟在廣島大學讀醫。受家人皆是醫生的刺激，他再度努力念書，終於考上長崎醫科大學（今長崎大學醫學部）。

### 長崎時期
自長崎醫科大學畢業的陳新賜，在二次大戰末期到長崎醫科大學附屬醫院任職皮膚科臨床醫師。
當時就讀於東京帝大法政科學生的彭明敏至長崎投靠大哥彭明哲醫生途中，遭美軍B-29超級堡壘轟炸機空襲炸傷左手臂，被胞兄同學好友，眼科醫生楊友香發現，緊急送往長崎醫大附屬醫院治療，由醫師古屋野操刀截肢，陳新賜則縫合與後續觀察。四位長崎醫大的臺灣留學生捐O型血，其中一位是排灣族原住民，另一位是陳新賜。因陳新賜用日本名，彭誤認全由日本醫生操刀；而陳則因白色恐怖影響，多年後才述說此事。
1945年8月9日上午11時02分的長崎，原子彈投下剎那，陳新賜正在原爆中心僅700公尺的長崎醫科大學附屬醫院看診。當他遠望到強光襲擊，發覺情勢不對轉身逃離幾步，昏倒處恰巧有根大柱擋下不少熱波與輻射。整棟醫院受震波而倒塌，許多病人、同事、與老師也因強烈輻射死亡，連他的妻子與兩名子女皆在原爆喪生。同事王文其重傷，在眾人搶治下獲救。

### 返臺時期
在參加核爆後的災難救助與治療工作後，陳新賜著妻兒骨灰返回臺灣美濃老家接下父親診所當小鎮醫生。日後再婚育二子二女，孩子多為醫界、學界人。農曆正月初二時必回原配娘家代盡孝道。服役時在左營眷村當軍醫。
陳新賜與父親在家鄉以古體詩而有詩名。但父親只要兒子行醫看好病人，因此他只能偷學，在父親去世後，寫的第一首詩是〈撰述先父生平有感〉以紀念。他的詩不喜用怪癖字或用典，平易近人近白居易，又較喜描寫民生疾苦、主題嚴肅的憫農作品，如〈乘晚班客車見一農夫上車偶感〉，或是田園、山林的寫景詩或抒情詩，最推崇杜甫與蘇軾。
他也受詩友吳濁流的小說《亞細亞的孤兒》影響甚深，因那道盡當時臺灣人「裡外不是人」之悲哀。某次，吳濁流知道鍾理和兒子鍾鐵民患病，南下請陳新賜帶路前往。事後，吳濁流寫詩〈陳新賜陪我夫妻探美濃尖山鍾鐵民病〉紀念。
晚年時的陳新賜對《長崎原爆：陳新賜．王文其歷險記》作者李展平表示，他在白色恐怖時代始終不敢提起彭明敏之事，直到2007年12月才告訴侄子，並請他有機會轉告彭明敏。透過侄子聯絡，當時僑居美國的彭明敏決定於2008年9月返台，參加學術研討會，專程南下美濃致謝。同年10月8日下午，彭陳兩人在陳新賜美濃祖厝相逢，離上次見面足足63年。
陳新賜與同事王文其等海外原爆受害者多年得不到日本政府的補償，直到2012年3月12日透過日本律師團幫助下，廣島裁判所第4次判決，由日方於5月20日支付110萬元日幣，賠償追溯自2003年月1日起算，追加每年百分之5利息，依此推算每名受害者可獲150萬日幣，首批臺灣原爆受害者有10人獲得賠償。

## 另見
- 臺灣籍被爆者